# Podothecus hamlini
Podothecus hamlini és una espècie de peix pertanyent a la família dels agònids.

## Descripció
- Fa 17 cm de llargària màxima.[5][6]

## Hàbitat
És un peix marí, demersal i de clima temperat que viu entre 33 i 55 m de fondària.

## Distribució geogràfica
Es troba al Pacífic nord-occidental: el sud del mar d'Okhotsk i el nord del mar del Japó.

## Observacions
És inofensiu per als humans.